# 大阪市立中野小学校
大阪市立中野小学校（おおさかしりつ なかのしょうがっこう）は、大阪府大阪市都島区中野町3丁目に所在する公立小学校。

## 沿革
1925年に大阪市都島尋常小学校（現在の大阪市立都島小学校）の分校として設置され、その後1927年に都島第二尋常小学校として独立校となった。
1941年には国民学校令により、大阪市中野国民学校に改称した。
1944年には国民学校児童を対象に学童疎開が実施されることになり、都島区の学校では石川県に集団疎開をおこなうことになった。中野国民学校では石川県鹿島郡能登部町・鳥屋町（以上、現在の中能登町）・田鶴浜町（現在の七尾市）へ集団疎開を実施した。1945年4月7日には疎開先の宿舎が火災に遭ったが、児童や引率の教職員に人的被害はなかった。
1945年6月7日の第三次大阪大空襲では都島区全域に甚大な被害を受け、中野国民学校も鉄筋校舎を残して焼失した。
戦災による校舎・校区への被害により、終戦直後の1946年4月1日付で近隣の都島国民学校・東都島国民学校の2校が休校措置となり、両校を中野国民学校に統合している。1943年には旧3校あわせて約4800人の児童がいたが、1946年の3校統合時には290人（約94%減）にまで激減していた。
1947年の学制改革により、大阪市立中野小学校に改称した。
戦災からの地域復興により、旧都島国民学校は1951年9月20日に大阪市立都島小学校として再開している。また旧東都島国民学校については1954年12月に都島小学校分校として再開し、その後1957年に大阪市立東都島小学校として正式に独立・再開している。

### 年表
- 1925年 - 大阪市都島尋常小学校（現在の大阪市立都島小学校）の分校として設置。
- 1927年4月1日 - 大阪市都島第二尋常小学校として独立開校。[1]
- 1941年4月1日 - 国民学校令により、大阪市中野国民学校に改称。
- 1944年 - 石川県能登部郡へ集団疎開。
- 1946年4月1日 - 戦災に伴い、都島・東都島の2国民学校を統合。
- 1947年4月1日 - 学制改革により、大阪市立中野小学校に改称。
- 1951年
  - 8月30日 - 元の都島小学校の場所に分校を設置。
  - 9月20日 - 分校が大阪市立都島小学校として復興・再開校。
- 1999年9月1日 - パソコン教室設置。

## 通学区域
- 大阪市都島区[2]
  - 中野町1丁目（8～13番）・2丁目（4番・10～14番）・3 - 5丁目、都島南通1丁目

卒業生は大阪市立都島中学校に進学する。

## 交通
- 大阪環状線 桜ノ宮駅 南東へ約300m。
- Osaka Metro谷町線 都島駅 南東へ約800m。